# 허리케인 (1979년 영화)
허리케인(Hurricane)은 미국에서 제작된 얀 트로엘 감독의 1979년 모험, 드라마 영화이다. 티모시 바톰즈 등이 주연으로 출연하였고 디노 드 로렌티스 등이 제작에 참여하였다.

## 출연

### 주연
- 티모시 바톰즈
- 미아 패로
- 트레버 하워드
- 막스 폰 시도우
- 제이슨 로바즈

### 조연
- 데이턴 케인
- 제임스 키치
- 마누 터푸

## 제작진
- 원작자: 찰스 노드호프
- 미술: 다닐로 도나티
- 의상: 다닐로 도나티